# Ik ben gelukkig zonder jou
Ik ben gelukkig zonder jou is een lied geschreven door Peter Koelewijn en Hanny Meijler. Hanny Meijler is de moeder van Frits Spits. Het lied werd in de versie van Conny Vandenbos uitgeroepen tot uithangbord van de toenmalige vrouwenbeweging. Het behandelt het thema echtscheiding.

## Conny Vandenbos
Ik ben gelukkig zonder jou is zonder meer het bekendste nummer van Conny Vandenbos. Dat is op zich een unicum, omdat het in het tijdperk van singles nooit A-kant is geweest. Het dankt zijn populariteit dus eigenlijk aan de A-kant, het veel minder bekende Met wie ik hem zie (een cover van het Franstalige Capri c'est fini van Hervé Vilard en Marcel Hurstermans). Door het succes van Ik ben gelukkig zonder jou verscheen er na een aantal maanden wel een EP onder die titel, waar Met wie ik hem zie op de B-kant stond. Later werd de titel gebruikt voor een Greatest Hits-album.
De single is er in twee versies. Dit plaatje was zo succesvol dat het ten minste twee persingen haalde. Philips Records wijzigde de kleur van de tekstbalk per persing. Van deze single bestaat daardoor een versie met een groene en een versie met een blauwe balk. De combinatie haalde de negende plaats in de Nederlandse Top 40 in elf weken notering.

### NPO Radio 2 Top 2000
Ik ben gelukkig zonder jou stond alleen in 2007 in de NPO Radio 2 Top 2000, op plek 1884.

## Bonnie St. Claire
Bonnie St. Claire bracht Ik ben gelukkig zonder jou wel als A-kant uit. Zij had midden jaren zeventig een aantal successen in een samenwerking met Peter Koelewijn als muziekproducent. Daarbij kwam ook dit lied weer aan de oppervlakte. Het plaatje had zo'n succes doordat de artieste min of meer was bestempeld als sekssymbool, mede aan de hand van de AVRO's Toppopfilmpjes. Het nummer is voor wat betreft de muziek gladder dan het origineel. Waar Vandenbos een daad stelt, is Bonnie “blij”.
Opvallend is dat destijds ook een verzamelalbum van Bonnie verscheen, Dokter Bernhard en elf andere grote successen. Daarop staat wel de B-kant Iwan en Olga, maar niet Ik ben gelukkig zonder jou.

### Hitnotering
Veronica had er alle vertrouwen in dat het een hit zou worden; zij maakten het alarmschijf.

#### Nederlandse Top 40
| Positie: | 30 | 23 | 26 | 27 | 36 | 38 | uit |

#### NederlandseDaverende 30
| Positie: | 28 | 19 | 22 | uit |

#### BelgischeBRT Top 30
| Positie: | 27 | uit |

## Jolanda Zoomer
In 2011 kwam er een nieuwe versie op de markt met discobeat. Het was een single van Jolanda Zoomer. De meningen liepen uiteen, de een vond het een verfrissende nieuwe versie, de ander vond toch de oorspronkelijke versie het beste.

### Hitnotering
Zoomer haalde geen enkele hitnotering in de Nederlandse Top 40 (gegevens 2014)

#### NederlandseSingle Top 100
| Positie: | 61 | 68 | 54 | 65 | 84 | 100 | uit |

## Andere versies
Pater Moeskroen nam het op voor hun album Pater Moeskroen komt van dat dak af, een album vol liedjes van Peter Koelewijn. Nienke, een zangeres uit Noord-Nederland, nam het in 2003 ook al voor Berk Music op als B-kant van haar versie van Annie, hou jij m'n tassie effe vast. Liliane Saint-Pierre zong het in 2009 met Astrid Nijgh en Sophie van Everdingen. Als icoon uit de jaren zestig zong Jenny Arean het in 't Vrije Schaep. Heidi Brühl zong een Duitse versie met als titel Das kann mir keiner nehmen.